# Vanille-orchidee
De vanille-orchidee (Vanilla planifolia) is een tot 15 m lange klimplant met vingerdikke, vlezige stengels en witte, tot ranken omgevormde luchtwortels. De verspreid staande, bijna zittende, lancetvormige, gladde bladeren zijn 8-24 × 2-8 cm groot. Ze bezitten haast onzichtbare nerven.

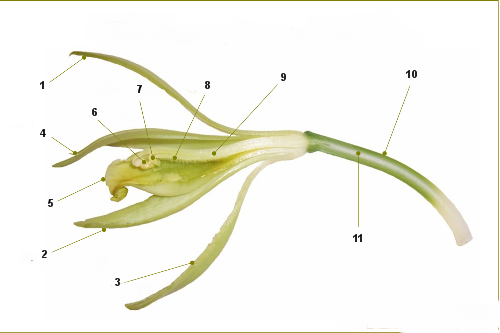
Doorsnede van een bloem

De planten dragen pas na drie jaar voor het eerst bloemen. De bloemen groeien in korte, schermvormige trossen. De bloemdekbladen zijn 4-7 cm lang en groenachtig tot lichtgeel van kleur. Het binnenste bloemdekblad is korter en is opgerold tot een koker met een gegolfde rand. De buitenste bloemdekbladen zijn meestal tegen dit kokervormige bloemdekblad aangedrukt. De vruchten (die botanisch gezien bessen zijn) zijn hangend, staafvormig en 10-30 × 0,5-1,5 cm groot. Ze rijpen naar geel en bevatten tienduizenden zeer kleine, zwarte zaden.

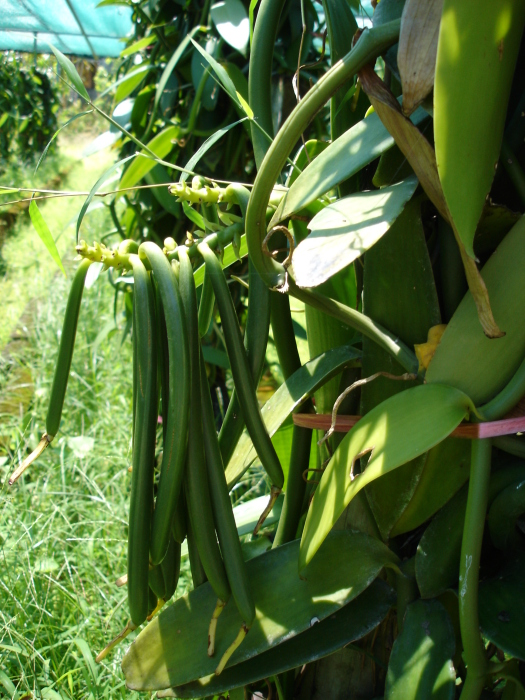
Vruchten

Volgens de Flora of North America komt de vanille-orchidee voor in Florida, Mexico, West-Indië (Trinidad), Midden-Amerika en het noorden van Zuid-Amerika. Het natuurlijke verspreidingsgebied zijn meest waarschijnlijk de tropische wouden van het oosten van Mexico, Guatemala, Belize en Honduras. 
De plant wordt tegenwoordig in veel tropische landen gekweekt, buiten Mexico vooral op Madagaskar, Réunion en de Comoren.
Vanille is na saffraan de duurste specerij ter wereld. Dat is te verklaren omdat in de teeltgebieden buiten Mexico de natuurlijke bestuivers (gespecialiseerde bijen: de soort Melipona beecheii) ontbreken, waardoor elke bloem met de hand moet worden bestoven. Daarbij komt, dat van de tros maar één bloem per nacht open gaat. Het duurt vijf tot acht maanden voordat men de halfrijpe vruchten kan oogsten. Na een paar koude nachten kan de hele oogst al mislukken. De geoogste vruchten worden kort verhit en daarna gedurende drie tot zes maanden elke dag eerst in de zon gelegd, waarna ze in wollen dekens worden verpakt en aan een fermentatieproces worden blootgesteld. 's Nachts worden de vruchten in luchtdichte vaten bewaard om het kostbare aroma te behouden.